# Zeitbasis
Die Zeitbasis ist ein Begriff der Messtechnik für eine Einrichtung zur Vorgabe einer möglichst genauen Zeitspanne, auch zur Erzeugung von Zeitmarken bei fortlaufenden Vorgängen oder zur Darstellung der fortlaufenden Zeit innerhalb einer Zeitspanne. Neben der zentralen Relevanz der Zeitbasis bei Uhren ist der Begriff insbesondere bekannt bei Oszilloskopen zur Darstellung der gemessenen Augenblickswerte über der Zeit, die in der horizontalen Achse abgebildet wird.

## Grundlage
Mechanische und analogtechnisch elektrische Zeitbasen sind seit den 1970er Jahren weitgehend abgelöst worden durch Zeitbasen unter Verwendung von Schwingquarzen bzw. Quarzoszillatoren und Zählschaltungen (Beispiel: Quarzuhren).
Mit einfachen Schwingquarzen, wie sie beispielsweise als Uhrenquarze eingesetzt werden, sind relative Messunsicherheiten von weniger als 10−5 möglich; durch geeignete Temperaturregelungen in Form eines Quarzofens lassen sich die Unsicherheiten bezüglich der Temperaturdrift um etwa drei Zehnerpotenzen reduzieren. Präzisionszeitbasen enthalten Caesium-Elemente, die relative Unsicherheiten im Bereich 10−12 bis 10−13 ermöglichen. In speziell eingerichteten Laboratorien wie bei der Physikalisch-Technischen Bundesanstalt (PTB) wird bei der Zeitmessung mit Atomuhren eine relative Messunsicherheit von 5e-15 erreicht.

## Anwendungen
Häufig legt man eine bekannte Frequenz eines Taktgenerators zugrunde, die für die weiteren Vorgänge als Referenz dient. Hat ein Quarzoszillator beispielsweise eine Frequenz von {\displaystyle f_{r}} = 10,0000 MHz, so beträgt die Periodendauer {\displaystyle T_{r}=1/f_{r}} = 0,100 000 μs. Mittels Zählschaltung lässt sich jedes ganzzahlig Vielfache von {\displaystyle T_{r}} darstellen bzw. messen.
Zeit- und Frequenzmessung
Zur Messung einer unbekannten Dauer {\displaystyle T_{x}} zählt man, wie viele Periodendauern {\displaystyle T_{r}} in die unbekannte Dauer hineinpassen. Wird der Zählwert für eine Darstellung zu groß, so kann man mit einer weiteren Zählschaltung die Frequenz des Referenztaktes heruntersetzen; für Einzelheiten siehe Digitale Messtechnik#Zähler.
Zur Messung einer unbekannten Frequenz {\displaystyle f_{x}} zählt man, wie viele Perioden in eine geeignete Zeitspanne passen. Dabei wird diese Zeitspanne mit einer weiteren Zählschaltung aus {\displaystyle T_{r}} gebildet; für Einzelheiten siehe Frequenzzähler. Entsprechendes gilt für Messungen weiterer Größen, die über den Bezug auf eine Zeitspanne definiert sind, beispielsweise Durchfluss oder Drehzahl oder Geschwindigkeit.
Positionsbestimmung
Die Positionsbestimmung bei einem Navigationssatellitensystem beruht auf einer sehr genauen Zeitmessung (Laufzeitmessung) und erfordert für die Signalverarbeitung entsprechend eine sehr genaue Zeitbasis in Form einer Atomuhr (Wasserstoff-Maser bei Galileo (Satellitennavigation)).
Synchronisierung
Vorgänge, die synchron ablaufen müssen, erfordern eine allen Prozessen zugängliche gemeinsame Zeitbasis, die zumindest ein Taktsignal liefert. Als Beispiel sei das Timing für einen Prozessor oder einen Bus (Datenverarbeitung) genannt.
Messung mit Oszilloskop
Die Darstellung der Zeit in einem gegebenen Zeitfenster ist eine Grundaufgabe beim Oszilloskop und wird dort behandelt. Auch die Abtastung periodischer Signale mit sehr hoher Frequenz stellt erhebliche Anforderungen an die Zeitmarkierung der Abtastwerte.
Hier wird nicht nur die elektronische Schaltung als Zeitbasis bezeichnet, sondern auch der jeweils eingestellte Maßstab für die Zeit-Darstellung auf dem Bildschirm.